# Berenguela de Barcelona
Berenguela Berenguer (Barcelona, 1116-Palencia, febrero de 1149). Reina consorte de León por su matrimonio con Alfonso VII de León y emperatriz de España, fue hija de Ramón Berenguer III, conde de Barcelona, y de Dulce de Provenza, y hermana de Ramón Berenguer IV, conde de Barcelona. Fue madre de los reyes Fernando II de León y de Sancho III de Castilla, rey de Castilla.

## Biografía

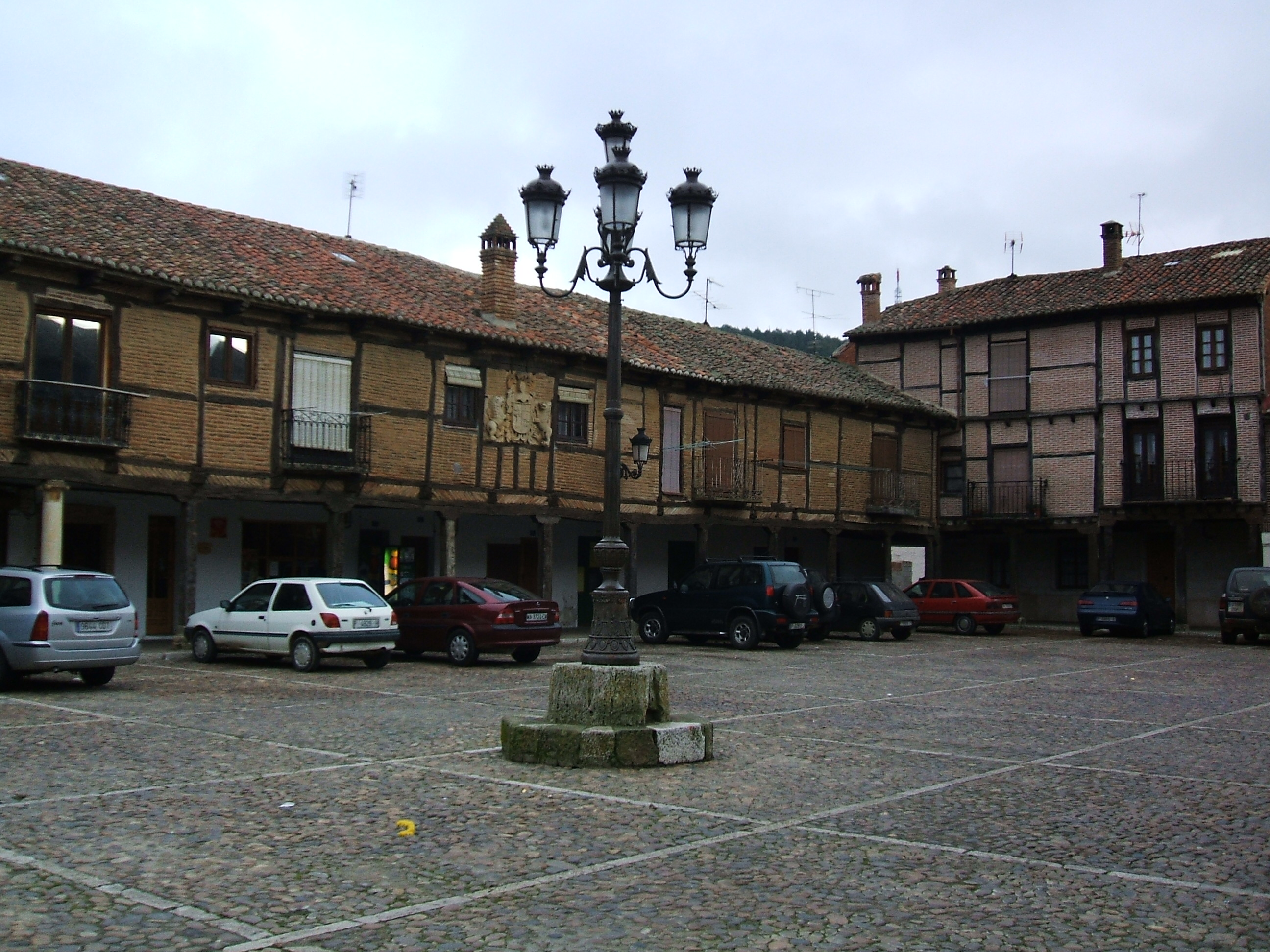
Plaza Vieja de Saldaña, donde se celebró la primera corrida de toros documentada en España (1128), durante los esponsales de la reina Berenguela.

Contrajo matrimonio en Saldaña en noviembre de 1128 con Alfonso VII, rey de León, quien era hijo y sucesor de la reina Urraca I de León. Para celebrar tan magno acontecimiento, se celebró una corrida de toros en la Plaza Vieja de dicha villa, la primera conocida en la historia taurina de España.
En vida de Berenguela se produjo la formación de una nueva entidad política en el noroeste de la península, cuando Portugal se separó de León, dando mayor equilibrio a los distintos reinos cristianos: su hermano Ramón Berenguer IV, conde de Barcelona y príncipe de Aragón, logró que el Regnum Caesaraugustanum dejara de estar bajo la sumisión de Alfonso VII, ayudado sin duda alguna por su hermana Berenguela. Su sobrina, la infanta Dulce de Aragón (hija de Ramón Berenguer IV) se casaría en 1175 con el segundo rey de Portugal, Sancho I.
La reina Berenguela falleció en Palencia, en febrero de 1149.

## Sepultura
Después de su defunción, el cadáver de la reina Berenguela de Barcelona fue llevado a Galicia, donde recibió sepultura en la Catedral de Santiago de Compostela. El sepulcro que contiene los restos mortales de la reina Berenguela se encuentra en la Capilla de las Reliquias en dicha catedral.
Sobre un arca lisa de piedra está colocada la figura yacente que representa a la reina Berenguela, vestida con túnica, pellote y manto sobre los hombros que recoge a la altura de las manos. La cabeza de la reina aparece cubierta con un velo, estando ceñida su frente con una corona real. La escultura yacente está realizada en granito y ha sido datada en el siglo XIII, siendo posterior en varias décadas al fallecimiento de la reina, que tuvo lugar en 1149.

## Matrimonio y descendencia
Fruto de su matrimonio con Alfonso VII, rey de León, nacieron los siguientes hijos:
- Sancho III de Castilla (1134-1158). Sucedió a su padre en el trono de Castilla y fue sepultado en la Catedral de Toledo.
- Ramón de Castilla (c. 1136-¿?). Se desconoce su fecha de defunción.
- Sancha de Castilla (1137-1179), contrajo matrimonio con el rey Sancho VI de Navarra y recibió sepultura junto con su esposo en la Catedral de Pamplona.
- Fernando II de León (1137-1188), sucedió a su padre como rey de León y fue sepultado en la Catedral de Santiago de Compostela.
- Constanza de Castilla (1136-1160), contrajo matrimonio en 1154 con el rey Luis VII de Francia y a su muerte fue sepultada en la Basílica de Saint-Denis.
- García de Castilla (1142-1146), sepultado en el Monasterio de San Salvador de Oña.
- Alfonso de Castilla (1144/1146-c. 1149), sepultado en el Monasterio de San Clemente de Toledo.

| Predecesor: Beatriz de Este (1108-1109) Alfonso I de Aragón Consorte de la Reina Urraca de León y Castilla | Reina consorte de León 1128-1149 | Sucesor: Riquilda de Polonia |